# Meiō
L'era Meiō o Mei-ō (明応?) è un'era della storia del Giappone che comprende gli anni dal luglio 1492 al febbraio 1501. 
Gli imperatori regnanti furono Go-Tsuchimikado-tennō (後土御門天皇?) e Go-Kashiwabara-tennō (後柏原天皇?).

## Cambiamento d'era
- Nel 1492 Meiō gannen (明応元年?) il nome del periodo venne cambiato per marcare un evento o una serie di eventi. In quell'anno 1492, lo shogun Yoshimura condusse un esercito nella provincia di Ōmi contro Takayori[3], mettendo sotto assedio Mii-dera. Qualche mese dopo, accompagnato da Hatakeyama Masanaga, Yoshimura si spostò nella provincia di Kawachi con le sue truppe, con il fine ultimo di mettere a morte Hatakeyama Toshitoyo, il figlio di Yoshinari[4].